# Place Salvador Dalí
La place Salvador Dalí (en espagnol : Plaza de Salvador Dalí) est une place située à Madrid, en Espagne.

## Situation
Elle est située devant le palais des sports de Madrid, dans l'arrondissement de Salamanca.

## Historique
Inaugurée en 1986, cette place moderne fait à l'époque exception dans un Madrid au mobilier urbain très traditionnel. Conçue par un Salvador Dalí âgé de 81 ans, elle est ornée d'un dolmen et d'une statue.